# Grenville Morris
Arthur Grenville Morris (Builth Wells, 1877. április 13. – 1959. november 27.) néhai walesi válogatott labdarúgó, aki az angol Swindon Town, valamint a Nottingham Forest csapatánál vált ismertté.
Korának egyik kiemelkedő játékosa volt, amelyre beceneve The Prince of the Inside-Lefts (azaz a Bal oldal hercege) is utal.
A Nottingham Forest történetének legeredményesebb támadója.

## Pályafutása
Morris a Shropshire-i Ellesmere College-ben végezte tanulmányait.
1897-ben a walesi Aberystwyth Town csapatától tette át székhelyét a Ködös Albionba, ahol a Swindon Town együttesénél folytatta pályafutását.
Az egy szezon alatt elért majdnem 100%-os mutatója (47 mérkőzésen 43 alkalommal talált az ellenfelek hálójába) felkeltette a Nottingham Forest figyelmét és az 1898–1899-es szezont már a Vörösöknél kezdte meg. A Nottinghamben eltöltött tizenöt év alatt 217 gólt jegyzett fel, melyből 199-et bajnoki mérkőzésen érvényesített.

## Válogatott
1896-ban Anglia ellen lépett először pályára a walesi válogatottban és 1912. március 11-ig kilenc gólt szerzett a Sárkányok mezében.